# 薛明 (排球运动员)
薛明（1987年2月23日—），北京人，中國女排副攻手。薛明身高1.93米，體重72公斤，披2號球衣。身体素质和技术打法都与赵蕊蕊相似，出道时有“小赵蕊蕊”之称。薛明2001年入选北京女排一队，2003年被选入国家青年队。

## 外部連結
- 薛明球迷網